# Uberabatitan
Genre
Espèce
Uberabatitan (signifiant « titan d'Uberaba) est un genre de titanosaure du Crétacé supérieur retrouvé au Brésil.
C'est un dinosaure herbivore quadrupède, comme les autres sauropodes.
L'espèce-type, U. ribeiroi, a été décrite par Salgado et Carvalho en 2008.
L'holotype est basé sur des vertèbres cervicales, dorsales, caudales ainsi que sur des os de bassin et de membres retrouvés dans la strate du Maastrichtien de la formation géologique Marília (en) du groupe Bauru (en), située à Uberaba, dans l'état Minas Gerais du Brésil. En 2014, ils représentent les fossiles les plus jeunes de titanosaure retrouvés dans le groupe Bauru. D'autres titanosaures retrouvés dans ce groupe appartiennent à des strates inférieures (donc plus vieilles).